# Гартмут Штренгер
Гартмут Штренгер (нім. Hartmut Strenger; 12 січня 1917, Штайнау — 2 березня 1994) — німецький офіцер-підводник, капітан-лейтенант крігсмаріне.

## Біографія
3 квітня 1936 року вступив на флот. У вересні 1939 року відряджений в морську авіацію. В квітні-вересні 1942 року пройшов курс підводника в тому числі в липні-серпні — практику вахтового офіцер на підводному човні U-593. З вересня 1942 року — вахтовий офіцер в 7-й флотилії. В травні-червні 1943 року пройшов курс командира човна. З 24 липня по 26 грудня 1943 року — командир U-290. З січня 1944 року — командир роти 2-ї навчальної дивізії підводних човнів, з лютого 1945 року — роти 2-го навчального дивізіону підводних човнів. В травні був взятий в полон. В серпні 1945 року звільнений.

## Звання
- Кандидат в офіцери (3 квітня 1936)
- Морський кадет (10 вересня 1936)
- Фенріх-цур-зее (1 травня 1937)
- Оберфенріх-цур-зее (1 липня 1938)
- Лейтенант-цур-зее (1 жовтня 1938)
- Оберлейтенант-цур-зее (1 жовтня 1940)
- Капітан-лейтенант (1 серпня 1943)